# أهل القاع (رواية)
أهل القاع (بالإسبانية: Los de abajo)‏ هي رواية للكاتب المكسيكي ماريانو أثويلا نشرها عام 1916. يدور سياق الرواية حول الثورة المكسيكية. تتناول الرواية المجتمع المكسيكي ما قبل الثورة من خلال قصة فلاح يُدعى ديميتريو ماسياس، يصبح زعيمًا للمتمردين الثوريين ضد الحكومة المكسيكية في أعقاب محاولة الفدراليين المكسيكيين الاعتداء على زوجته وقتل كلبه وحرق منزله. يستطيع ماسياس مع زملائه الثوريين الانتصار في أول معركة لهم ضد الفدراليين. يشار إلى أن النص يشتمل على شخصيات حقيقية تذكر بأسمائها الأصلية كانت قد شاركت بالفعل في الثورة وتأسيسها، وعلى سبيل المثال بانفيلو ناتيرا في ولاية زاكاتيكاس وبييا وأويرتا وكرانسا وماديرو. تعتبر هذه الرواية نقطة انطلاق لظهور روايات الثورة المكسيكية (1910-1920)، وتكمن أهميتها في عرضها للحقائق التاريخية، وصياغتها بأسلوب ولغة واقعية، وأيضًا في تصويرها للشخصيات الحقيقية ومدى قناعتهم وجهادهم من أجل تحقيق وإنجاح الثورة. وبالمثل تقوم بوصف مراحل تطور الثورة. وأخيرًا فإن رواية «أهل القاع» تعكس أحداثًا تاريخية واجتماعية حقيقية حدثت في هذا الوقت في المكسيك؛ ولذلك فهي تعتبر شاهدًا أدبيًا تاريخيًا يتسم بالعمق والشمول.
تستوحي روايات الثورة حبكتها من الأحداث التاريخية والسياسية والاجتماعية للبلاد، وتعكس نقدًا حقيقيًا تجاه الحركات الثورية، وذلك لأنها تقوم بتصوير الأحداث التاريخية الواقعة في البلاد بشكل أدبي، كما أنها تعتبر شاهدًا على الموجات الشعبية المتمردة المتمثلة في هذه الثورات.